# Ctenorhabdotus capulus
Ctenorhabdotus capulus és una espècie de ctenòfor conegut a partir de restes fòssils trobades a Burgess Shale, a la Colúmbia Britànica (Canadà). Va viure fa aproximadament entre 510 i 515 milions d'anys i estava equipat amb 24 fileres de pintes, tres vegades més que els ctenòfors moderns.